# Фредерік Бантинг
Сер Фредерік Грант Бантинг (англ. Frederick Grant Banting; 14 листопада 1891, Аллістон — 21 лютого 1941, провінція Ньюфаундленд) — канадський фізіолог і лікар, один з відкривачів гормону інсуліну. Лауреат Нобелівської премії з фізіології або медицині в 1923 році (спільно з Джоном Маклеодом). Бантинг є наймолодшим лауреатом Нобелівської премії в галузі фізіології або медицини (на момент вручення премії йому було 32 роки).
Фредерік Бантинг загинув від ран, отриманих під час аварії літака 21 лютого 1941 на острові Ньюфаундленд.
На знак визнання заслуг Ф. Бантінга Всесвітній день боротьби з діабетом відзначається в його день народження — 14 листопада.